# Ännchen von Tharau

Das „Ännchen“ des Simon-Dach-Brunnens

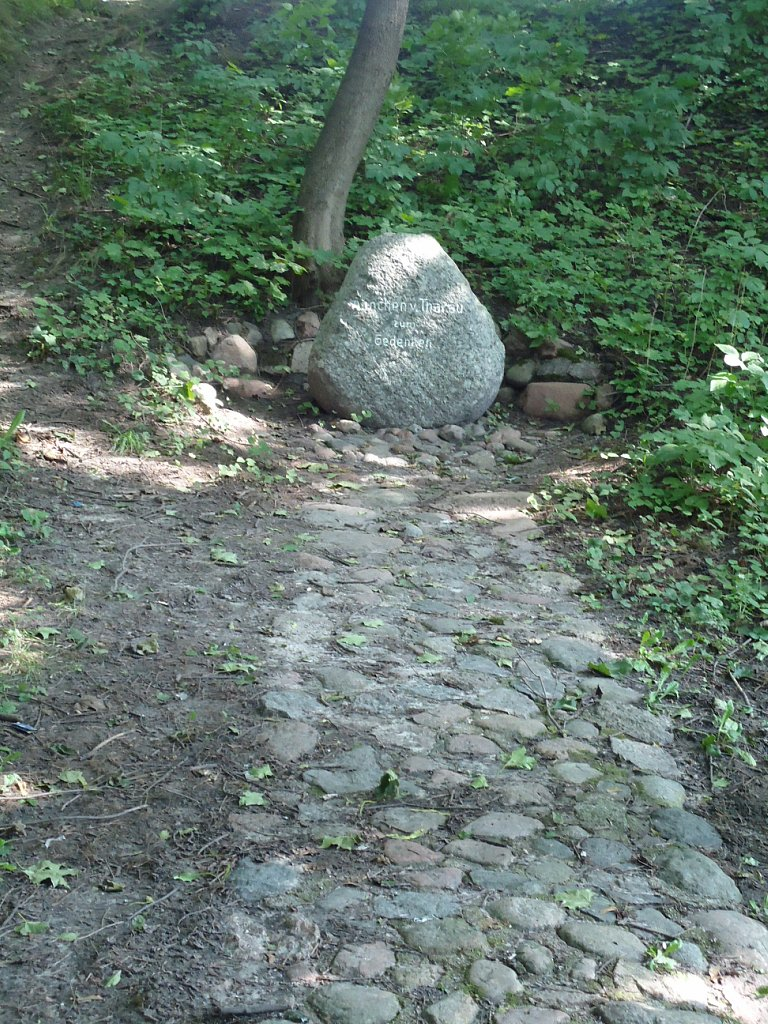
Gedenkstein in einem Insterburger Park mit der Inschrift „Ännchen v. Tharau zum Gedenken“ in deutscher Sprache

Ännchen von Tharau, samländisch-niederdeutsch Anke van Tharaw, ist der Titel eines volkstümlichen Lieds von Simon Dach. Es stammt aus dem Ostpreußen des 17. Jahrhunderts und besingt in 17 Strophen Anna Neander, die Tochter des Tharauer Pfarrers.

## Anna Neander
Anna Neander (* 1615 oder 1619 in Tharau; † 28. September 1689 in Insterburg) wuchs als Tochter des Pastors Martin Neander in einem evangelischen Pfarrhaus auf. Während des Dreißigjährigen Krieges verlor sie 1629 sowohl Mutter als auch Vater und verbrachte ihre weitere Jugend bei ihrem Onkel und Paten, dem Brauer Caspar Stolzenberg, in Königsberg.
Anna heiratete 1636 den Pfarrer Johannes Portatius, der zunächst eine Pfarrstelle in Trempen (heute russisch: Nowostrojewo) im Landkreis Darkehmen bezog. Im Jahre 1641 wechselte er an die Kirche in Laukischken (Saranskoje) im Landkreis Labiau, wo Anna etwa 35 Jahre lang leben sollte. Ihr erster Mann starb allerdings schon 1646.
Nach seinem Tod heiratete sie den Pfarrer Christoph Grube, dessen Nachfolger im Amt. Dieser starb bereits nach sechs Ehejahren und Anna heiratete den nächsten Amtsnachfolger, Pastor Johann Melchior Beilstein. Heiraten dieser Art entsprachen der seinerzeit üblichen Pfarrwitwenversorgung. In den drei Ehen gebar Anna insgesamt elf Kinder.
Nachdem Anna auch ihren dritten Mann überlebt hatte, zog sie 1676 zu ihrem ältesten Sohn Friedrich Portatius, der Pfarrer an der Lutherkirche war, nach Insterburg. Die Pfarrstelle in Laukischken übernahm 1691 ihr jüngster Sohn aus der dritten Ehe. Anna starb in Insterburg und wurde auf dem dortigen Friedhof beigesetzt. Heute erinnert ein Gedenkstein in einem Insterburger Park mit der Inschrift „Ännchen v. Tharau zum Gedenken“ in deutscher Sprache an sie.

## LiedÄnnchen von Tharau

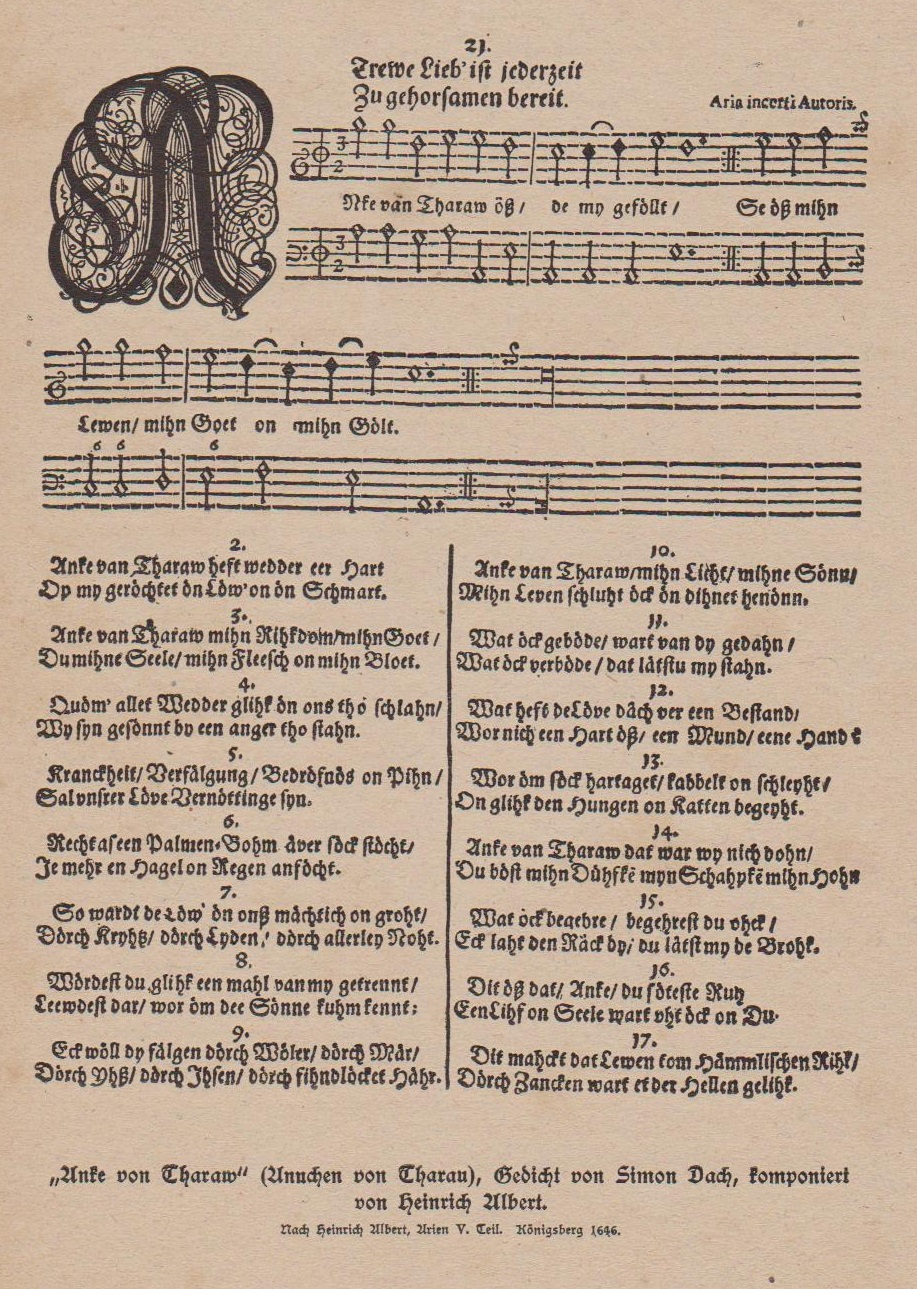
Anke von Tharaw (Ännchen von Tharau), hier vertont von Heinrich Albert

Die ursprünglich in samländischem Niederdeutsch geschriebenen Verse Anke van Tharaw wurden anlässlich Anna Neanders erster Hochzeit mit dem Pfarrer Johannes Portatius im Dezember des Jahres 1636 verfasst. Als Verfasser des Textes gilt Simon Dach, zwischenzeitliche Zweifel an dieser Autorschaft gelten als widerlegt. Eine 1642 veröffentlichte erste Vertonung stammt von Heinrich Albert und basiert auf verschiedenen Versionen des Reigens Ännerlein von Torgen von 1590 eines unbekannten Komponisten. Das Gedicht wurde von Ankes Landsmann Johann Gottfried Herder in die damalige Form des Standarddeutschen übertragen und 1778 in Volkslieder (2º postum 1807 als Stimmen der Völker in Liedern) unter dem Titel Annchen von Tharau (2º Aennchen von Tharau) veröffentlicht. 1827 unterlegte Friedrich Silcher diesen Text mit einer neuen, heute allgemein bekannten Melodie. 1845 übersetzte Henry Wadsworth Longfellow das Gedicht ins Englische (Annie of Tharaw).
Heute steht im litauischen Klaipėda (früher: Memel) der Simon-Dach-Brunnen, der auch das Ännchen von Tharau darstellt.
1878 wurde die Oper Ännchen von Tharau am Stadttheater Hamburg uraufgeführt. Das Libretto stammte von Roderich Fels, die Komposition von Heinrich Hofmann. Die Oper wurde in Riga, Brünn, Graz, Rotterdam und Basel nachgespielt und schließlich in zwei Berliner Opernhäusern vorgestellt, 1886 in der Krolloper, 1889 in der Hofoper. Das Werk verschwand in der Folge von den Spielplänen. Ferner schuf der Komponist Heinrich Strecker eine gleichnamige, 1933 in Breslau uraufgeführte Operette. Das Libretto von Bruno Hardt-Warden und Hans Spirk hat mit der Überlieferung kaum Ähnlichkeit und endet mit einem Happy End für Simon Dach und Ännchen.
1954 wurde nach Motiven aus dem Leben des historischen Ännchens ein Heimatfilm unter Regie von Wolfgang Schleif mit dem Titel Ännchen von Tharau gedreht. Zudem ist eine Rosensorte als Ännchen von Tharau benannt.
| Samländisch Niederdeutsch | Standarddeutsch | |
| --- | --- | --- |
| Anke van Tharaw öß, de my geföllt, Se öß mihn Lewen, mihn Goet on mihn Gölt. Anke van Tharaw heft wedder eer Hart Op my geröchtet ön Löw’ on ön Schmart. Anke van Tharaw mihn Rihkdom, mihn Goet, Du mihne Seele, mihn Fleesch on mihn Bloet. Quöm’ allet Wedder glihk ön ons tho schlahn, Wy syn gesönnt by een anger tho stahn. Kranckheit, Verfälgung, Bedröfnös on Pihn, Sal vnsrer Löve Vernöttinge syn. Recht as een Palmen-Bohm äver söck stöcht, Je mehr en Hagel on Regen anföcht. So wardt de Löw’ ön onß mächtich on groht, Dörch Kryhtz, dörch Lyden, dörch allerley Noht. Wördest du glihk een mahl van my getrennt, Leewdest dar, wor öm dee Sönne kuhm kennt; Eck wöll dy fälgen dörch Wöler, dörch Mär, Dörch Yhß, dörch Ihsen, dörch fihndlöcket Hähr. Anke van Tharaw, mihn Licht, mihne Sönn, Mihn Leven schluht öck ön dihnet henönn. Wat öck geböde, wart van dy gedahn, Wat öck verböde, dat lätstu my stahn. Wat heft de Löve däch ver een Bestand, Wor nich een Hart öß, een Mund, eene Hand? Wor öm söck hartaget, kabbelt on schleyht, On glihk den Hungen on Katten begeyht. Anke van Tharaw dat war wy nich dohn, Du böst mihn Dühfkẽ myn Schahpkẽ mihn Hohn. Wat öck begehre, begehrest du ohck, Eck laht den Rack dy, du lätst my de Brohk. Dit öß dat, Anke, du söteste Ruh Een Lihf on Seele wart vht öck on Du. Dit mahckt dat Lewen tom Hämmlischen Rihk, Dörch Zancken wart et der Hellen gelihk. | Annchen von Tharau ist, die mir gefällt; Sie ist mein Leben, mein Gut und mein Geld. Annchen von Tharau hat wieder ihr Herz Auf mich gerichtet in Lieb’ und in Schmerz. Annchen von Tharau, mein Reichthum, mein Gut, Du meine Seele, mein Fleisch und mein Blut! Käm’ alles Wetter gleich auf uns zu schlahn, Wir sind gesinnet bei einander zu stahn. Krankheit, Verfolgung, Betrübniß und Pein Soll unsrer Liebe Verknotigung seyn. Recht als ein Palmenbaum über sich steigt, Je mehr ihn Hagel und Regen anficht; So wird die Lieb’ in uns mächtig und groß Durch Kreuz, durch Leiden, durch allerlei Noth. Würdest du gleich einmal von mir getrennt, Lebtest, da wo man die Sonne kaum kennt; Ich will dir folgen durch Wälder, durch Meer, Durch Eis, durch Eisen, durch feindliches Heer. Annchen von Tharau, mein Licht, meine Sonn, Mein Leben schließ’ ich um deines herum. Was ich gebiete, wird von dir gethan, Was ich verbiete, das lässt du mir stahn. Was hat die Liebe doch für ein Bestand, Wo nicht Ein Herz ist, Ein Mund, Eine Hand? Wo man sich peiniget, zanket und schlägt, Und gleich den Hunden und Kazen beträgt? Annchen von Tharau, das woll’n wir nicht thun; Du bist mein Täubchen, mein Schäfchen, mein Huhn. Was ich begehre, ist lieb dir und gut; Ich laß den Rock dir, du lässt mir den Hut! Dies ist uns Annchen die süsseste Ruh, Ein Leib und Seele wird aus Ich und Du. Dies macht das Leben zum himmlischen Reich, Durch Zanken wird es der Hölle gleich. | Die Audiowiedergabe wird in deinem Browser nicht unterstützt. Du kannst die Audiodatei herunterladen. |